# Archeosmylus complexus
Archeosmylus complexus  (лат.) — ископаемый вид сетчатокрылых рода Archeosmylus из семейства Archeosmylidae (Permithonidae). Обнаружен в юрских отложениях (Европа, Великобритания, Gloucestershire, Dumbleton, тоарский ярус, около 180 млн лет). Длина переднего крыла 10 мм, ширина 4,5 мм.
Вид Archeosmylus complexus был впервые описан по отпечаткам в 1988 году вместе с Archexyela crosbyi, Archebittacus exilis, Lithosmylidia lineata, Mesogryllacris giganteus, T. grandipennis, Neoparachorista perkinsi, N. semiovena, N. splendida, Neopermopanorpa mesembria. 
Был включён в состав рода Archeosmylus Riek 1953 вместе с видами Archeosmylus costalis, Archeosmylus alysius, Archeosmylus pectinatus, Archeosmylus stigmatus. Тем не менее, принадлежность данного вида к роду Archeosmylus оспаривается рядом исследователей.